# プロスセイコミクロビウム属
プロステコミクロビウム属はグラム陰性の非芽胞形成偏性好気性有柄細菌。数十個の突起を有する球状の外形でハイフォミクロビウム科に属する。種によって鞭毛を有し運動するものや鞭毛を有するものがある。基準種はプロステコミクロビウム・ニューマティカム。属名は付属器官のある微生物を意味する。GC含量は64から70。
水中に生息し、いくつかの糖を利用する。オキシダーゼ陽性、カタラーゼ陽性。